# Michael J. Welsh
Michael James Welsh (* 22. Dezember 1948) ist ein US-amerikanischer Mediziner (Innere Medizin, Neurologie) und Hochschullehrer an der University of Iowa, der zur zystischen Fibrose forscht.
Welsh besuchte von 1967 bis 1969 das Loras College in Dubuque, Iowa. Anschließend studierte er Medizin an der University of Iowa mit dem Bachelor of Science 1970 und dem M.D. 1974. Danach folgte die Facharztausbildung in Innerer Medizin mit Residency an der Universitätsklinik der Universität von Iowa und Fellowships an der University of California, San Francisco und der University of Houston (Medical School). 
Seit 1981 lehrt Welsh am College of Medicine der University of Iowa, zunächst als Assistant Professor, ab 1984 als Associate Professor und seit 1987 als Professor. Er ist Professor (Roy J. Carver Biomedical Research Chair) für Innere Medizin (Lunge, Intensivmedizin, Arbeitsmedizin), Neurologie, Neurochirurgie, molekulare Physiologie und Biophysik an der University of Iowa und Direktor des Pappajohn Biomedical Institute und des Forschungszentrums für zystische Fibrose.
Welsh untersuchte die Ursachen der zystischen Fibrose in Mutationen des CFTR-Proteins, Teil eines Chloridkanals für den Wasser- und Salztransport in Epithelzellen. Dazu erforschte er die Regulation dieses Ionenkanals und dessen Funktionsstörungen durch Mutationen. Außerdem untersuchte er den Mechanismus der Lungenerkrankung bei zystischer Fibrose, in der – ausgelöst durch die Fehlfunktion des CFTR-Proteins – die Lunge über bakterielle Atemwegsinfektionen und nachfolgende Entzündungen (Reaktion des angeborenen Immunsystems) zerstört wird. Dazu entwickelte er ein Schweine-Modell der zystischen Fibrose. Weiterhin war er an der Entwicklung von Medikamenten gegen zystische Fibrose beteiligt.
Außerdem untersucht er die Molekularbiologie und Physiologie von Änderungen im pH-Wert des Gehirns und dessen Effekt auf säuresensitive Ionenkanäle und neuronale Funktionen. Er forscht auch am Gedächtnis für traumatische Ereignisse als Ursache von Posttraumatischen Belastungsstörungen.
Welsh war von 1989 bis 2024 Investigator des Howard Hughes Medical Institute.
2020 erhielt er die George M. Kober Medal, 2009 war er George M. Kober Lecturer. 2018 war Welsh einer der Träger des Warren Alpert Foundation Prize. 2022 erhielt er mit Paul Negulescu den Shaw Prize für Life Sciences, 2023 mit zwei weiteren Preisträgern den Wiley Prize in Biomedical Sciences und 2025 mit vier weiteren Preisträgern den Canada Gairdner International Award. Er ist seit 1998 Mitglied der American Academy of Arts and Sciences und seit 2000 Mitglied der National Academy of Sciences. Außerdem ist er Mitglied des Institute of Medicine.
Er war Präsident der American Society for Clinical Investigation und der Association of American Physicians.

## Schriften (Auswahl)
- mit Alan E. Smith: Cystic Fibrosis, Scientific American, Dezember 1995